# Neutralitet i Sverige
Neutralitet i Sverige fanns under lång tid. Den 7 mars 2024 fick Sverige medlemskap i Nato, vilket får ses som det verkliga slutet på svensk neutralitet.
Förlusten av Finland i Finska kriget 1809 och 1812 års politik har följts av en successivt alltmera befäst tilltro bland grannstaterna till Sveriges strävan att stå neutral i andra staters konflikter från 1814. Undantag var finska inbördeskriget (1918), när en svensk militärexpedition sändes till Åland. (I dansk-tyska kriget (1864), vinterkriget (1939-1940) och fortsättningskriget (1941-1944) deltog svenska militära styrkor, men de var frivilliga.)
Regeringen Hansson III, som styrde Sverige under andra världskriget, gjorde i och med permittenttrafiken avsteg från den svenska neutraliteten.
I Sverige ledde den politiska dimensionen av neutraliteten till inrikespolitisk vänster-kritik från grupper som förespråkat en tydligt markerad åsiktsneutralitet, till exempel mellan Sovjetunionen och Tyskland under andra världskriget eller mellan Warszawapakten och Nato under det kalla kriget. I Hjalmarsonaffären (1959) uppstod en politisk splittring kring frågan om åsiktsneutralitet när regeringen beslutade att inte utse Högerpartiets ledare Hjalmarson till FN-delegat, eftersom han alltför tydligt kritiserat Sovjetunionens politiska system. På samma sätt fick den socialdemokratiske statsministern Olof Palme kritik från höger för att tydligt ha tagit ställning mellan parterna i Vietnamkriget något decennium senare.
På ett liknande sätt tvingades utrikesministern Carl Hederstierna hastigt att avgå 1923, sedan han vid en lunch med journalister uttalat sig positivt om en påtänkt försvarsunion mellan Sverige och Finland.
Fram till ratificeringen av Lissabonfördraget var Sverige i egentlig mening inte en permanent neutral stat, men kunde ses som en de facto permanent neutral stat. Sedan Sverige gick med i EU blev frågan om Sverige var neutralt komplicerad. Vissa menade att Lissabonfördraget gjorde att landet varken var neutralt eller alliansfritt men enligt andra spelade fördraget ingen roll då den ej tvingar att ge militärt bistånd vid angrepp av EU-land och kunde därför inte klassas som ett avvikande från svensk neutralitetspolitik.
Under 2020-talet blev frågan om Sverige skulle fullt ut gå med i Nato alltmer aktuell. Hot från Ryssland upplevdes som allt starkare mot Sverige. När Rysslands invasion av Ukraina inleddes 2022 ansökte Sverige fullt medlemskap i Nato. Redan vid ansökan övergav Sverige sin tidigare så kallade neutralitetspolitik. Den 7 mars 2024 fick slutligen Sverige fullt medlemskap i Nato och därmed övergav Sverige allt som hade med neutralitet och alliansfrihet att göra och blev istället ett rent Natoland.